# Flaga rejonu tiaczowskiego
Flaga rejonu tiaczowskiego – jeden z oficjalnych symboli rejonu tiaczowskiego obwodu zakarpackiego zatwierdzony postanowieniem sesji rady rejonu z dnia 21 grudnia 2007 r.

## Opis
Flaga jest podzielona pionowo na dwie części. 1/3 szerokości zajmują ułożone naprzemiennie poziome błękitne i żółte pasy. Resztę flagi zajmuje herb rejonu tiaczowskiego na zielonym tle. Flaga jest dwustronna, a jej proporcje są jak 2:3.